# Zahoura
Zahoura (ou Djaoura, Dzaora, Dzaoura, Zahora, Zaora) est un village du Cameroun situé dans le département du Mayo-Tsanaga et la Région de l'Extrême-Nord, dans les monts Mandara, à proximité de la frontière avec le Nigeria. Il fait partie de la commune de Bourrha et du canton de Tchevi.

## Population
En 1966-1967 Zahoura comptait 983 habitants, principalement des Gude et des Peuls. Lors du recensement de 2005, 2 397 personnes y ont été dénombrées.

## Infrastructures
La localité dispose notamment d'un marché d'arachide.